# Fons Bastijns
Fons Bastijns (ur. 28 stycznia 1947 w Bruggi, zm. 25 stycznia 2008 tamże) – belgijski piłkarz występujący podczas kariery na pozycji obrońcy. Trzykrotny reprezentant Belgii. W swojej karierze, wraz z Club Brugge, czterokrotnie zostawał mistrzem Belgii.